# Sveakampen
Sveakampen är en skönlitterär äventyrsbok skriven av Martin "E-Type" Erikson. Den utkom 1999 på Bonnier Carlsen bokförlag och fick ett relativt bra mottagande av kritikerna.

## Handling
Boken utspelar sig kring år 890 och handlar om tonåringen Udo och hans kompisar. De renoverar ett gammalt vikingaskepp (som får namnet Helga) för att ta sig till Birka på "Birkö" (Björkö) i Mälaren för att delta i den årliga tävlingen Sveakampen, och fira midsommar. Med på ön finns också konungen Ole. Allt verkar bli en lugn och härlig sommar, men sen börjar det ena äventyret efter det andra, och dessutom finns det vackra flickor på ön.

## Övrigt
Udos pappa i boken heter Boge. Detta är en referens till Martins egen pappa Bo G. Erikson, känd som programledare för Vetenskapens värld.
Det finns även ett datorspel gjort efter boken. 